# Ihlow (Brandenburgia)
Ihlow – gmina w Niemczech w kraju związkowym Brandenburgia, w powiecie Teltow-Fläming, wchodzi w skład urzędu Dahme/Mark.

## Dzielnice
W skład gminy wchodzi sześć dzielnic: 
- Bollensdorf
- Ihlow
- Illmersdorf
- Mehlsdorf
- Niendorf
- Rietdorf

## Historia
Najstarsza wzmianka o osadzie Ihlow pochodzi z 1205 roku. W latach 1697–1706 i 1709-1763 leżała w granicach unijnego państwa polsko-saskiego. Pamiątką po tym okresie jest pocztowy słup dystansowy z 1756 z inicjałami króla Polski Augusta III (AR - Augustus Rex - Król August) w dzielnicy Illmersdorf. Od 1871 w granicach Niemiec. W latach 1949–1990 część NRD.